# Fort Thompson (Dakota del Sur)
Fort Thompson es un lugar designado por el censo ubicado en el condado de Buffalo en el estado estadounidense de Dakota del Sur. En el Censo de 2010 tenía una población de 1.282 habitantes y una densidad poblacional de 39,29 personas por km².

## Geografía
Fort Thompson se encuentra ubicado en las coordenadas 44°3′27″N 99°24′56″O / 44.05750, -99.41556. Según la Oficina del Censo de los Estados Unidos, Fort Thompson tiene una superficie total de 32.63 km², de la cual 26.88 km² corresponden a tierra firme y (17.62%) 5.75 km² es agua.

## Demografía
Según el censo de 2010, había 1.282 personas residiendo en Fort Thompson. La densidad de población era de 39,29 hab./km². De los 1.282 habitantes, Fort Thompson estaba compuesto por el 2.81% blancos, el 0.16% eran afroamericanos, el 96.33% eran amerindios, el 0% eran asiáticos, el 0% eran isleños del Pacífico, el 0% eran de otras razas y el 0.7% pertenecían a dos o más razas. Del total de la población el 1.79% eran hispanos o latinos de cualquier raza.